# Sadschʿ
Sadschʿ (arabisch سجع, DMG saǧʿ) ist eine Form der arabischen Reimprosa, die unter anderem im Koran Verwendung findet. Mit der Dichtung hat sie die Verwendung des Reims gemeinsam, allerdings ist sie nicht den strengen Kriterien des Versmaßes unterworfen. Bereits zu Beginn des 9. Jahrhunderts war die Reimprosa ein beliebter literarischer Stil bei der Abfassung von Briefen, Predigten (chutba), Ansprachen und in den Vorworten literarischer Werke. Charakteristisch ist sie auch für den Stil mittelalterlicher Adab-Literatur und der Makame. Sie wurde darüber hinaus in der persischen und osmanischen Literatur beliebt.
In der nachklassischen und modernen arabischen Literatur ist die Reimprosa selten. Ein letztes bedeutendes Beispiel für den literarischen Stil sind vor allem die band-Verse des 19. Jahrhunderts.

## Sadschʿ im Koran
Vor allem die Teile des Korans aus der frühen mekkanischen Periode zeichnen sich durch kurze Verse in dieser Sprachform aus. Aber insgesamt sind alle Suren und Teilstücke von Suren in Reimprosa abgefasst. Als Beispiel aus der Koranübersetzung von Friedrich Rückert. Sure 90, Vers 1–16:
„Soll ich schwören bei dieser Stadt? Beim Säemann und seiner Saat! Wir erschufen den Menschen zu harter Tat. Meint er, daß Niemand Gewalt auf ihn hat? Er spricht: O wie vieles Gut ich zertrat! Meint er, daß Niemand gesehn ihn hat? Wer hat ihm die Augen bereitet? Und die Lippen ihm geweitet? Und auf den Scheideweg ihn geleitet. Doch er erklimmt nicht den hohen Rand. Weißt Du, was ist der hohe Rand? Zu lösen der Gefangenen Band; Zu speisen, wenn der Hunger im Land, Den Waisen, der dir anverwandt, Den Armen, der dir unbekannt.“
Die Verse der Sure 96, die in der islamischen Tradition als der Rahmen zum ersten Offenbarungserlebnis Mohammeds verstanden werden, lauten in der Übersetzung des Orientalisten Hubert Grimme wie folgt:
„Trag vor in des Herren Namen, Der euch schuf aus blutigem Samen! Trag vor! Er ist der Geehrte, Der mit dem Schreibrohr lehrte, Was noch kein Menschenohr hörte. Doch der Mensch ist störrischer Art, Nicht achtend, daß Er ihn gewahrt. Doch zu Gott führt einst die Fahrt.“
Nach den neuen Erkenntnissen der Koranforschung nimmt der Korantext eine „Mittelstellung zwischen Poesie und Prosa“ ein, denn die Suren werden einerseits als Versreihen, andererseits als Satzreihen verstanden.
Der deutsche Orientalist Theodor Nöldeke hat in seiner heute noch wegweisenden Studie Zur Sprache des Korāns. I. Der Korān und die 'Arabija die stilistischen Eigentümlichkeiten der koranischen Redekunst anhand von zahlreichen Beispielen dargestellt und die Ansicht vertreten, dass Mohammeds Umgang mit dem Sadschʿ in vieler Hinsicht Mängel aufweise und oft nicht das Niveau der zeitgenössischen oder frühislamischen Dichter erreiche. Die oft beobachteten Wiederholungen von Reimwörtern, die Schlusssätze der Verse dienten demnach „oft nur zur Ausfüllung des Reims oder wenigstens zu einer gewissen Abrundung“. Und: „Des, wenn auch noch so unvollkommenen, Reimes wegen musste der Rede viel Zwang angetan werden […]. Muhammed hat gewiß viel über den Inhalt seiner Offenbarung meditiert, ehe er sie ans Licht gab, aber wenig über ihre Form.“
Mohammed wurde von seinen Gegnern oft als „Dichter“ bezeichnet, da man die sprachliche Form des Korans als poetische Form empfunden hat. Im Gegensatz zur Poesie ändert man aber in der Reimprosa den Reim häufig; dies ist auch im Koran zu beobachten. Die meisten Reime in der Sprache des Korans gehen auf eine geschlossene Silbe mit einem langen Vokal (-ūn, -īn, -ād, -ār usw.) aus. In der Koranexegese wird die koranische Sprache nicht als Poesie und nur vereinzelt als rhetorische Reimprosa angesehen; vielmehr spricht man von Trennungseinheiten der Verse, die der Funktion der Reime im Allgemeinen auch entsprechen.

## Stilmittel der Rhetorik
In der außenkoranischen Literatur ist Saǧʿ die „kennzeichnende Form aller Beredsamkeit“ geworden und galt als „eine Art des poetischen Ausdrucks“. Im Islam wird Reimprosa in Heilsprüchen und selbst dem Propheten Mohammed zugeschriebenen Schutzgebeten verwendet. Letztere fanden auch in die kanonischen Sammlungen der Hadithliteratur Eingang. So lässt man Mohammed sprechen:

„Allāhumma innī aʿūḏu biK min ʿilmin lā yanfaʿ
wa-min qalbin lā yaḫšaʿ
wa-ʿainin lā tadmaʿ“

„Herrgott, ich suche Zuflucht bei Dir vor Wissen, das nicht nützt 
 vor (dem) Herzen, das nicht demütig ist 
 vor Augen (die) keine Tränen vergießen“

Zugleich warnt die religiöse Lehre davor, Fürbitten in Saǧʿ zu sprechen, da seine Ursprünge im heidnischen Altertum liegen.
Die unterschiedlichen Verwünschungsformen von Feinden und politischen Rivalen hat man in ebenfalls Reimprosa vorgetragen. Der berühmte al-Muḫtār ibn Abī ʿUbaid aṯ-Ṯaqafī, Anführer der Revolte der Aliden zwischen 685 und 687, Herr von Kufa sprach oft in Reimprosa; seine gefürchteten Sprüche sind vor allem bei at-Tabarī und al-Balādhurī überliefert. Den gegen seinen Feind Asmāʾ ibn Ḫāriǧa gerichteten Fluch formulierte er mit gewaltigen Worten, die als Beispiel des arabischen Saǧʿ in der profanen Literatur wie folgt lauten:

„la-tanzilanna nārun mina s-samāʾ
tasūquhā rīḥun ḥālikatun dahmāʾ
ḥattā taḥriqa dāra Asmāʾ wa-āl Asmāʾ“

„Wahrlich, Feuer wird vom Himmel herunterkommen 
 begleitet von pechschwarzem, dunklem Wind 
 bis es das Haus von Asmāʾ und seiner Familie verbrennt.“

Charakteristisch für diese Sprachform ist es, dass sie nicht den strengen Regeln der Metrik unterworfen ist, sondern als Prosa, hier als Fluch, durch die Reime beeindruckt, die durch die Weglassung der grammatischen Endungen im Auslaut des letzten Wortes am Ende der Zeilen entstehen. Als Asmāʾ von diesem Fluch erfuhr, sprach er: „Es ist keines Bleibens, wenn der Löwe gebrüllt hat.“ Anschließend verließ er seinen Wohnort Kufa und wanderte nach Syrien aus.
Es ist anzumerken, dass Reimprosa – wie auch die dichterische Form des Raǧaz – bereits in der vorislamischen Zeit auch als Ausdruck religiöser Bezeugung galt. Diese Sprachformen hat man allerdings schon in der umayyadischen Zeit als  die (primitive) Sprache der Beduinen verurteilt; denn in einer, von al-Balādhurī verzeichneten Episode lässt man den im Irak gefürchteten Statthalter Al-Haddschādsch ibn Yūsuf (†714) über einen in diesem Stil – hier Raǧaz – sprechenden Araber sagen: „ich hörte al-Ḥaǧǧāg als er auf dem Minbar von Wasit wie folgt sprach: verdammt ist dieser Sklave der B. Hudhail! Bei Gott, kein Wort hat er davon gelesen, was Gott Mohammed herabgesandt hatte. Was er sagt, ist nichts anderes als Raǧaz des Beduinen. Bei Gott, hätte ich ihn gefaßt, hätte ich die Erde mit seinem Blut getränkt.“ Die Iraker beschimpft er mit Worten, die mit dem Reim -āq aus dem Wort Irāq enden:

„yā ahla ʾl-Irāq
wa-ahl aš-šiqāq
wa-ahl an-nifāq
wa-masāwiʾ ʾl-aḫlāq“

„Bürger des Irak 
 Leute der Zweitracht 
 Leute der Heuchelei 
 und der niederträchtigen Charakterart.“